# 1993-as cannes-i filmfesztivál
A 46. Cannes-i Nemzetközi Filmfesztivál 1993. május 13. és 24. között került megrendezésre, Louis Malle francia filmrendező elnökletével. A rendezvény ceremóniamestere Jeanne Moreau francia színésznő volt. A hivatalos versenyprogramban 23 nagyjátékfilm és 10 rövidfilm szerepelt; az Un certain regard szekcióban 25, míg versenyen kívül mindössze 5 alkotást vetítettek. A párhuzamos rendezvények Kritikusok Hete szekciójában 7 nagyjátékfilmet és 7 rövidfilmet mutattak be, a Rendezők Kéthete elnevezésű szekció keretében pedig 21 nagyjátékfilm és nyolc – kizárólag francia – kisfilm vetítésére került sor. A filmes seregszemle vetítésein 27 ország alkotása volt látható; 67 ország 2972 újságíróját akkreditálták, s a rendezvényeken 76 ország 20 551 filmese jelent meg.

## Az 1993-as fesztivál
Ez évben a fesztivál plakátja ismét fekete-fehér – visszatekint az indulásra, az 1946-os fesztivál első filmjére. A fotón Cary Grant és Ingrid Bergman híres csókjelenete látható Alfred Hitchcock Forgószél című romantikus drámájából. A fesztiválpalota homlokzatára a nagy filmesek emlékét idéző óriásfreskót készítettek.

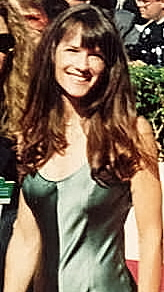
Holly Hunter (1994)

A filmek bőséges választéka, valamint a filmek minősége ismét megerősítette, hogy Cannes a világ legjobb filmfesztiváljai közé tartozik. A nyitóelőadáson André Téchiné Legkedvesebb évszakom című filmdrámáját vetítették, s a rendezvényt Philomène Esposito versenyen kívül vetített vígjátéka, a Toxikus botrány zárta.
Az 1993. évi fesztivál történelmet írt. A fődíjat a világ másik feléről érkezett két filmnek ítélték oda, megosztva, ráadásul első ízben kapott Arany Pálmát női rendező: Jane Campion (Zongoralecke) és először részesült a legnagyobb elismerésben kínai alkotó: Chén Kǎigē (Csen Kaj-ko) (Isten veled, ágyasom!). Ez utóbbi film kapta a FIPRESCI díját is, míg a szenvedélyes-romantikus Zongoralecke főszereplőnője, Holly Hunter a legjobb női alakítás díját vehette át. A zsűri díját Hou Hsziao-hszien (Hou Hsiao-hsien) tajvani filmrendező alkotása, a Hszi meng zsen seng (Xì mèng rén shēng)' kapta. A legjobb elsőfilmesnek járó Arany Kamera ugyancsak távol-keleti rendezőé, a vietnámi Trần Anh Hùng-é lett (A zöld papaya illata).
Erős jelenléttel büszkélkedhetett az Egyesült Királyság, melyet három, már ismert filmrendező képviselt: Kenneth Branagh Shakespeare-adaptációval rukkolt elő (Sok hűhó semmiért), főszerepben hitvesével, Emma Thompsonnal. Két díjat vihetett haza – a rendezését és a legjobb férfi alakításét – Mike Leigh Mezítelenül című alkotása. Ken Loach, zsűri-díjas Kőzápora pedig ékesen bizonyította, hogy beérett a fesztivál 1980-as évek eleji törekvése, amellyel a fiatalok felé fordult. A zsűri nagydíját a Távol és mégis közel rendezője, Wim Wenders vehette át, a Technikai Főbizottság nagydíját pedig a Mazeppa kapta, a hangmérnöki munkáért. A rövidfilmek Arany Pálmáját Jim Jarmusch újabb, immár harmadik Kávé és cigaretta című alkotása érdemelte ki.

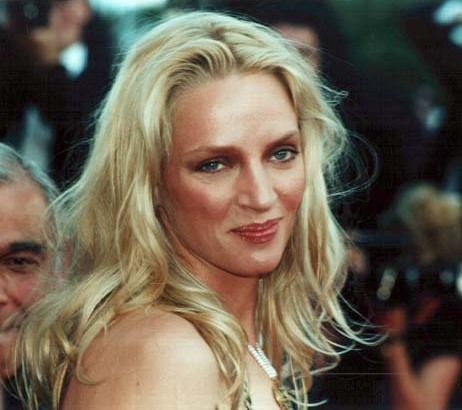
Uma Thurman (2000)

A Croisette frissen felfedezett filmcsillaga a 21 éves Chiara Mastroianni, aki édesanyja, Catherine Deneuve oldalán játszott a Legkedvesebb évszakom című filmdrámában.  Deneuve feltűnik Agnès Varda zenés dokumentumfilmjében is, mellyel a negyedszázaddal azelőtti zenés francia világsikerre, A rocheforti kisasszonyokra emlékezett (A kisasszonyok 25 évesek). Ugyancsak nagy érdeklődés fogadta az 5 év kihagyás után újra filmező Isabelle Adjanit, a Toxikus botrány főszereplőjét.
A fiatalabb hölgysztárok közül a fotósok által leginkább keresett a hajdani modell, Uma Thurman volt (Veszett kutya és Glória), valamint a halk szavú, sejtelmes mosolyú Gong Li (Isten veled, ágyasom!); a korosabbak közül pedig Elizabeth Taylor vonta magára a figyelmet, aki vendégstátusát és népszerűségét AIDS-ellenes kampányra használta fel. Ehhez csatlakozott a versenyen kívül bemutatott Cliffhanger – Függő játszma főszereplőjeként sikert arató Sylvester Stallone is. A Sok hűhó semmiért Emma Thomson és Kenneth Branagh mellett olyan színészeket vonultatott a vörös szőnyegre, mint Keanu Reeves, Robert Sean Leonard és Denzel Washington.

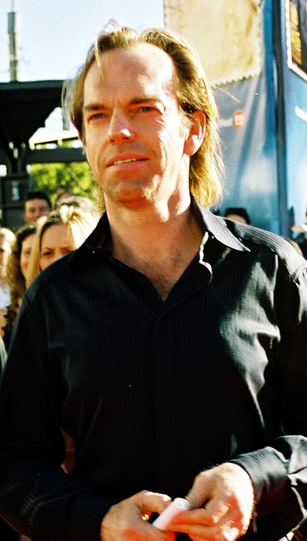
Hugo Weaving (2003)

A Zongoralecke főbb szerepeit két, korábban már Oscar-jelölt színész alakította, Holly Hunter és Harvey Keitel, mindketten meggyőző játékkal. Ebben a filmben mutatkozott be Cliff Curtis, aki az Un certain regard szekcióban vetített Desperate Remedies című új-zélandi filmdrámában is látható volt. A Szigorúan piszkos ügynök főbb szerepeiben Phil Collins és Hugo Weaving aratott sikert. Feltűnt még a Croisette-en Forest Whitaker (Testrablók), Michael Douglas, Robert Duvall és Barbara Hershey (Összeomlás), Nastassja Kinski (Távol és mégis közel), Robert De Niro (Veszett kutya és Glória), valamint Ralph Fiennes (A maconi gyermek).
A 25. évfordulóját ünneplő Rendezők Kéthete szekció a jubileum alkalmából „ügybuzgalmáért, s a világ filmművészetére nyitott, állhatatos műsorpolitikájáért” külön, ez alkalomra szóló FIPRESCI-elismerést kapott,mely díjat a magyar rendezőnő, Szabó Ildikó Gyerekgyilkosságok című filmje nyert el. Ugyanezen alkalomból ünnepi albumot is megjelentettek, Filmművészet szabadon (Cinéma en liberté) címmel. A sikeres magyar film mellett kiemelkedett még Stephen Frears Méregzsák című vígjátéka, a portugál Manoel de Oliveira Ábrahám völgye'' című kétrészes filmdrámája, továbbá Nea Caranfil (Nicolae Caranfil) Kihajolni veszélyes, David Wellington Egyenruhás szerelem, Julio Medem Vörös mókus, Tian Zhuangzhuang A kék papírsárkány, valamint Albert és Allen Hughes Veszélyes elemek című alkotása.
A magyar filmművészetet a versenyprogramban nem képviselte alkotás. Magyar vonatkozása a fesztiválnak, hogy az Arany Kamera zsűrijében foglalhatott helyet Somogyi Lia, a Magyar Filmintézet munkatársa, A hegyek ura című filmdrámában pedig feltűnik a magyar felmenőkkel rendelkező Adrien Brody. A fesztiválra kiutazott hivatalos magyar filmdelegáció tagjai a Gyerekgyilkosságok alkotói közül kerültek ki: Szabó Ildikó rendező, Sas Tamás operatőr, valamint Tóth Barnabás, a film főszereplője.

## Zsűri

### Versenyprogram
- Louis Malle, filmrendező –  Franciaország – a zsűri elnöke
- Claudia Cardinale, színésznő –  Olaszország
- Inna Mihajlovna Csurikova, színésznő –  Oroszország
- Judy Davis, színésznő –  Ausztrália
- Abbas Kiarostami, filmrendező –  Irán
- Emir Kusturica, filmrendező –  Jugoszlávia
- William Lubtchansky, operatőr –  Franciaország
- Tom Luddy, filmproducer –  Amerikai Egyesült Államok
- Gary Oldman, színész –  Egyesült Királyság
- Augusto M. Seabra, filmkritikus –  Portugália

### Arany Kamera
- Micheline Presle, színésznő –  Franciaország – a zsűri elnöke
- Gabriel Auer, filmrendező –  Franciaország
- Attilio D'Onofrio, filmproducer –  Olaszország
- Anne de Gasperi, újságíró –  Franciaország
- Rémy Pages, filmkedvelő –  Franciaország
- Tony Rayns, filmkedvelő –  Franciaország
- Somogyi Lia, szakíró –  Magyarország
- Aruna Vasudev, adminisztrátor –  India

## Hivatalos válogatás

### Nagyjátékfilmek versenye
- Pa vang pie csi (霸王别姬, Bàwáng bié jī) (Isten veled, ágyasom!)[6] – rendező: Chén Kǎigē (陳凱歌, Csen Kaj-ko)
- Body Snatchers (Testrablók) – rendező: Abel Ferrara
- Broken Highway – rendező: Laurie McInnes
- Falling Down (Összeomlás) – rendező: Joel Schumacher
- Fiorile – rendező: Paolo és Vittorio Taviani
- Frauds (Szigorúan piszkos ügynök) – rendező: Stephan Elliott
- Friends – rendező: Elaine Proctor
- Gyuba-Gyuba – rendező: Alekszandr Kvan
- Hszi meng zsen seng (戲夢人生, Xì mèng rén shēng) – rendező: Hou Hsziao-hszien (侯孝賢, Hou Hsiao-hsien)
- In weiter Ferne, so nah! (Távol és mégis közel) – rendező: Wim Wenders
- King of the Hill (A hegyek ura) – rendező: Steven Soderbergh
- La scorta (Védőkíséret) – rendező: Ricky Tognazzi
- L'homme sur les quais – rendező: Raoul Peck
- Libera me – rendező: Alain Cavalier
- Louis, enfant roi – rendező: Roger Planchon
- Ma saison préférée (Legkedvesebb évszakom) – rendező: André Téchiné
- Magnificat – rendező: Pupi Avati
- Mazeppa (Mazeppa) – rendező: Bartabas
- Much Ado About Nothing (Sok hűhó semmiért) – rendező: Kenneth Branagh
- Naked (Mezítelenül) – rendező: Mike Leigh
- Raining Stones (Kőzápor) – rendező: Ken Loach
- Splitting Heirs (Lökött örökösök) – rendező: Robert Young
- The Piano (Zongoralecke) – rendező: Jane Campion

### Nagyjátékfilmek versenyen kívül
- Cliffhanger (Cliffhanger – Függő játszma)[6] – rendező: Renny Harlin
- Mad Dog and Glory (Veszett kutya és Glória) – rendező: John McNaughton
- Madadajo (Még nem!) – rendező: Kuroszava Akira
- The Baby of Mâcon (A maconi gyermek) – rendező: Peter Greenaway
- Toxic Affair (Toxikus botrány) – rendező: Philomène Esposito

### Un certain regard
- Anchoress – rendező: Chris Newby
- Avsporing – rendező: Unni Straume
- Bedevil – rendező: Tracey Moffatt
- Bodies, Rest & Motion (Vegyes-páros)[6] – rendező: Michael Steinberg
- Charlie and the Doctor – rendező: Ralph C. Parsons
- Desperate Remedies – rendező: Stewart Main és Peter Wells
- El acto en cuestión – rendező: Alejandro Agresti
- El pájaro de la felicidad – rendező: Pilar Miró
- Excursion to the Bridge of Friendship – rendező: Christina Andreef
- François Truffaut: Portraits volés (Francois Truffaut - Ellopott arcképek) – rendező: Serge Tourbiana és Michel Pascal
- Il grande cocomero (Nagy dinnye) – rendező: Francesca Archibugi
- Latcho Drom – rendező: Tony Gatlif
- Le silence de l'été – rendező: Véronique Aubouy
- Les demoiselles ont eu 25 ans (A kisasszonyok 25 évesek) – rendező: Agnès Varda
- Mùi du du xanh – L'odeur de la papaye verte (A zöld papaya illata) – rendező: Trần Anh Hùng
- O fim do Mundo – rendező: João Mário Grilo
- Ohikkosi (お引越し; Válás)[7] – rendező: Szomai Sindzsi
- Oktyabr – rendező: Abderrahmane Sissako
- Predcsuvsztvije – rendező: Valeriu Jereghi
- Sódóma Reykjavík (Távkapcs) – rendező: Óskar Jónasson
- Sonatine (ソナチネ; Szonatine) – rendező: Kitano Takesi
- Stroke – rendező: Mark Sawers
- The Music of Chance (Végjáték) – rendező: Philip Haas
- The Wrong Man (Áldozat vagy gyilkos) – rendező: Jim McBride
- Wendemi, l'enfant du bon Dieu – rendező: S. Pierre Yameogo

### Rövidfilmek versenye
- Ævintýri á okkar tímum – rendező: Inga Lísa Middleton
- Coffee and Cigarettes: Somewhere in California (Kávé és cigaretta) – rendező: Jim Jarmusch
- De 4 jaargetijden – rendező: Maarten Koopman
- Der Sortierer – rendező: Stephan Puchner
- Le goût du fer – rendező: Rémi Bernard
- Lenny Minute 1: Lenny Meets the Giant Blue Sheila Doll – rendező: Glenn Standring
- Mama Said – rendező: Michael Costanza
- Me voy a escapar – rendező: Juan Carlos de Llaca Maldonado
- Robokip – rendező: Rudolf Mestdagh
- The Singing Trophy – rendező: Grant Lahood

## Párhuzamos szekciók

### Kritikusok Hete

#### Nagyjátékfilmek
- Abissinia – rendező: Francesco Martinotti
- Combination platter – rendező: Tony Chan
- Don’t call me Frankie – rendező: Thomas A. Fucci
- Faut-il aimer Mathilde? (Mathilde)[6] – rendező: Edwin Baily
- La invención de Cronos (Cronos) – rendező: Guillermo del Toro
- Les histoires d'amour finissent mal… en général – rendező: Anne Fontaine
- Requiem pour un beau sans cœur – rendező: Robert Morin

#### Rövidfilmek
- Falstaff on the moon – rendező: Robinson Savary
- Passage à l’acte – rendező: Martin Arnold
- Schwarzfahrer – rendező: Pepe Danquart
- Sotto le unghie – rendező: Stefano Sollima
- Springing Lenin – rendező: Andrej Nyekraszov
- Take my breath away – rendező: Andrew Shea
- The debt – rendező: Bruno de Almeida

### Rendezők Kéthete

#### Nagyjátékfilmek
- Angeli v raju (Ангелы в раю) – rendező: Jevgenyij Lungin
- E pericoloso sporgersi (Kihajolni veszélyes) – rendező: Nae Caranfil
- Fausto – rendező: Rémy Duchemin
- Grand bonheur – rendező: Hervé Le Roux
- Gyerekgyilkosságok – rendező: Szabó Ildikó
- I Love a Man in Uniform (Egyenruhás szerelem) – rendező: David Wellington
- Je m'appelle Victor – rendező: Guy Jacques
- La ardilla roja (Vörös mókus) – rendező: Julio Medem
- La place d'un autre – rendező: René Feret
- Lan feng cseng (蓝风筝, Lán fēng zhēng) (A kék papírsárkány) – rendező: Tien Csuang-csuang (田壯壯, Tian Zhuangzhuang)
- Le mari de Léon – rendező: Jean-Pierre Mocky
- Lolo – rendező: Francisco Athie
- Menace II Society (Veszélyes elemek) – rendező: Albert és Allen Hughes
- Mi vida loca – rendező: Allison Anders
- Moi Ivan, toi Abraham – rendező: Yolande Zauberman
- Padma nadir majhi – rendező: Goutam Ghose
- Pilkkuja ja pikkuhousuja – rendező: Matti Ijas
- Ruby In Paradise – rendező: Nunez Victor
- Sombras en una batalla (Árnyakkal csatázva) – rendező: Mario Camus
- The Snapper (Méregzsák) – rendező: Stephen Frears
- Vale Abraão (Ábrahám völgye) – rendező: Manoel De Oliveira

#### Rövidfilmek
- Comment font les gens – rendező: Pascale Bailly
- José Jeannette – rendező: Bruno Nicolini
- La vis – rendező: Didier Flamand
- Le regard de l'autre – rendező: Bruno Rolland
- L'exposé – rendező: Ismaël Ferroukhi
- Qui est-ce qui a éteint la lumière – rendező: Xavier Auradon
- Reste – rendező: Marie Vermillard
- Rives – rendező: Erick Zonca

## Díjak

### Nagyjátékfilmek
- Arany Pálma:
  - The Piano (Zongoralecke)[6] – rendező: Jane Campion
  - Pa vang pie csi (霸王别姬, Bàwáng bié jī) (Isten veled, ágyasom!) – rendező: Chén Kǎigē (陳凱歌, Csen Kaj-ko)
- A zsűri nagydíja: In weiter Ferne, so nah! (Távol és mégis közel) – rendező: Wim Wenders
- A zsűri díja:
  - Raining Stones (Kőzápor) – rendező: Ken Loach
  - Hszi meng zsen seng (戲夢人生, Xì mèng rén shēng) – rendező: Hou Hsziao-hszien (侯孝賢, Hou Hsiao-hsien)
- Legjobb rendezés díja: Naked (Mezítelenül) – rendező: Mike Leigh
- Legjobb női alakítás díja: Holly Hunter – The Piano (Zongoralecke)
- Legjobb férfi alakítás díja: David Thewlis – Naked (Mezítelenül)
- Külön dicséret: Friends – rendező: Elaine Proctor

### Rövidfilmek
- Arany Pálma (rövidfilm): Coffee and Cigarettes: Somewhere in California (Kávé és cigaretta) – rendező: Jim Jarmusch

### Arany Kamera
- Arany Kamera: Mùi du du xanh – L'odeur de la papaye verte (A zöld papaya illata) – rendező: Trần Anh Hùng
- Arany Kamera – Külön dicséret: Friends – rendező: Elaine Proctor

### Egyéb díjak
- FIPRESCI-díj:
  - Pa vang pie csi (霸王别姬, Bàwáng bié jī) (Isten veled, ágyasom!) – rendező: Chén Kǎigē (陳凱歌, Csen Kaj-ko)
  - Gyerekgyilkosságok[8] – rendező: Szabó Ildikó
- Technikai nagydíj: Jean Gargonne és Vincent Arnadi hangmérnökök – Mazeppa (rendező: Bartabas)
- Ökumenikus zsűri díja: Libera me – rendező: Alain Cavalier
- Ökumenikus zsűri külön dicsérete: Il grande cocomero (Nagy dinnye) – rendező: Francesca Archibugi
- Ifjúság díja külföldi filmnek: La ardilla roja[8] – rendező: Julio Medem
- Ifjúság díja francia filmnek:
  - Moi Ivan, toi Abraham[8] – rendező: Yolande Zauberman
  - Mùi du du xanh – L'odeur de la papaye verte (A zöld papaya illata) – rendező: Trần Anh Hùng